# Marvel Super Heroes vs. Street Fighter
Marvel Super Heroes vs. Street Fighter (también llamado simplemente Marvel vs. Street Fighter) es un videojuego de lucha crossover desarrollado y publicado por Capcom. Es la secuela de X-Men vs. Street Fighter y la segunda entrega de la serie Marvel vs. Capcom. Fue lanzado primero en arcades en 1997, y se conversionó a Sega Saturn en 1998, y finalmente a PlayStation en 1999, con bastantes cambios en su jugabilidad.

## Sistema de juego
Presentaba el mismo esquema de juego que X-Men vs. Street Fighter sin apenas cambios. El jugador escogía a dos luchadores, y podía relevarlos en medio del combate a voluntad. También podía usar al compañero para golpear momentáneamente al rival sin necesidad de hacer el relevo, así como hacer Super Combos combinados entre los dos.
Prácticamente todos los luchadores de Street Fighter que aparecieron en el anterior capítulo vuelven a aparecer aquí, excepto Cammy y Charlie, que son sustituidos por Sakura y Dan. En el bando de Marvel solo repiten Cyclops y Wolverine, siendo los demás totalmente nuevos en esta saga de crossovers.
En el modo de un jugador, este debía abrirse paso a través de los escenarios combatiendo contra los diferentes rivales que van apareciendo, hasta llegar al final y batirse en duelo con Apocalypse, que de nuevo hacía de jefe final. Al derrotarle, aparecía Cyber Akuma, una versión robotizada de Akuma mucho más poderoso.
Tanto Apocalypse como Cyber Akuma podían llegar a ser seleccionables si cumplíamos ciertos requisitos.

## Personajes

### Marvel
- Blackheart (Ghost Rider)
- Captain America (Avengers)
- Cyclops (X-Men)
- Hulk (Avengers)
- Omega Red (X-Men)
- Shuma Gorath (Doctor Strange)
- Wolverine (X-Men)
- Spider-Man

### Street Fighter
- Akuma (Super Street Fighter II Turbo - Gouki en la versión japonesa)
- Chun-Li (Street Fighter II)
- Dan (Street Fighter Alpha)
- Dhalsim (Street Fighter II)
- Ken Masters (Street Fighter)
- M. Bison (Street Fighter II - Vega en la versión japonesa)
- Ryu (Street Fighter)
- Sakura (Street Fighter Alpha 2)
- Zangief (Street Fighter II)

### Jefes finales
- Apocalypse
- Cyber Akuma (Mech Gouki en la versión japonesa)

### Peleas principales
- Captain America (Avengers) vs Ryu
- Spider-Man vs Ken
- Shuma-Gorath (Doctor Strange) vs Dhalsim
- Blackheart (Ghost Rider) vs Zangief

### Personajes ocultos
- U.S. Agent (Versión más rápida del Cap. América)
- Mephisto (Versión más lenta y más poderosa de Blackheart)
- Armored Spider-Man (más lento pero con mayor defensa)
- Mech Zangief (no lo tumban los ataques básicos pero no se defiende)
- Dark Sakura (Sakura con los poderes del Satsui no Hadou)
- Shadow (Versión oscura de Charlie/Nash)

### Personaje exclusivo de la versión japonesa
- Norimaro

### Cameos
- En el ending de Dan
  - Ran Hibiki (parodiando el ending de Ryo Sakazaki en Art of Fighting)
- En el ending de Bison
  - Charlie (en forma cibernética)
- En el ending de Ken
  - Gouken (mencionado por Ryu)
- En el ending de Spider-Man
  - Mary Jane Watson
- En el ending de Hulk
  - Blanka
- En el ending de Cyclops
  - Z-Akuma (robot del juego Cyberbots basado en Akuma)
- En el escenario Dead or Live: The Show
  - May Parker
  - Peter Parker
  - J. Jonah Jameson y Robbie Robertson (reemplazando a Peter Parker si uno de los peleadores es Spider-Man)
- En el escenario Death Valley
  - Blanka (no aparece si uno de los peleadores es Shadow. Referencia a la película Street Fighter: La última batalla donde Blanka y Charlie son el mismo personaje)
  - Beast
- En el escenario Showdown in the Park
  - Charlie (no aparece si uno de los peleadores es Shadow)
  - Rose
  - Gambit
  - Rogue
- En el escenario Mall Mayhem
  - Cody Travers
  - Jessica Haggar
  - Megaman (en forma de disfraz y en un anuncio)
  - Birdie
  - Don the rabbit
  - En afiches y banderas:
    - Deadpool
    - Ghost Rider
    - Venom
    - Captain Commando
    - Arthur
- En el escenario Apocalypse Now
  - Guile
  - Charlie
  - Balrog
  - Storm
  - Ghost Rider
  - Elektra Natchios

## Conversiones
- La primera versión del juego apareció en arcade en 1997.
- En 1998 fue conversionado para la consola Saturn, y al igual que pasó con X-Men vs. Street Fighter, se lanzó el juego junto con un cartucho especial de 4 MB de memoria RAM extra para que el juego funcionase exactamente igual que en la recreativa.
- En 1999 se lanzó este juego en la consola PSOne con el título Marvel Super Heroes Vs. Street Fighter: EX Edition, al igual que en la conversión de X-Men vs. Street Fighter se eliminó la posibilidad de escoger a dos luchadores distintos e intercambiarlos a voluntad en medio del combate, debido a los escasos 2 MB de memoria RAM que posee esta consola. Para remediar esto, se incluyó un modo de juego llamado Crossover Mode, donde el jugador sí podía escoger una pareja de luchadores e intercambiarlos en pleno combate en modo TAG, pero la pareja rival tenía que ser obligatoriamente la misma (por ejemplo, si el jugador escogía a Ryu y a M. Bison, la CPU escogía a M. Bison y a Ryu).